# 塔克西姆盖齐公园
塔克西姆盖齐公园（土耳其語：Taksim Gezi Parkı）是土耳其伊斯坦布尔贝伊奥卢区的一座城市公园，是伊斯坦布尔最小的公园之一。2013年5月，由于传出将拆毁该公园以容纳一座购物中心的计划，从而引发了2013年土耳其反政府抗议运动 。

## 历史
如今的塔克西姆盖齐公园的原址是一座建于1806年的军营。该军营名叫“哈利勒帕夏炮营”（土耳其語：Halil Paşa Topçu Kışlası），这是一座宏伟的奥斯曼帝国、俄国和印度风格的建筑。在1909年3月31日的三三一事件中，该建筑受到严重破坏，有待维修。
1936年，法国建筑师兼城市规划师亨利·普罗斯特（1874年－1959年）应土耳其总统凯末尔的邀请来到土耳其，着手为伊斯坦布尔草创城市规划，直到1951年。根据普罗斯特的规划，军营在1940年被伊斯坦布尔市长卢特菲·克尔达尔（Lütfi Kırdar，1938年至1949年在任）拆毁。
在拆毁军营之前，军营的内院被重修并用作塔克西姆体育场（Taksim Stadium）。1923年10月26日，土耳其国家足球队在此踢了该队历史上第一场国际比赛，对手是德国国家足球队，结果双方2比2战平。
普罗斯特的规划1939年获得实施，其中规划有一座大型延续性绿地公园，名叫“2号公园”，占地面积大约74英亩，位于从塔克西姆、Nişantaşı以及Maçka延伸至博斯普鲁斯海峡，包括Dolmahçe峡谷。该公园准备用来在伊斯坦布尔城市扩张的过程中，向伊斯坦布尔居民及游人提供娱乐及绿地空间。
1943年，该公园建成，以“伊纳尼公园（İnönü Park）”之名对外开放，该名是卢特菲·克尔达尔个人为纪念第二任土耳其总统伊斯梅特·伊纳尼（1938年至1950年在位）而命名。该公园的面积此后因建设大型酒店群而逐渐缩减。尽管如此，该公园仍是伊斯坦布尔市区内的重要休闲区，其面貌在不断的修缮中经常变化。

## 2013年对拆毁该公园的抗议
2013年5月28日，将该公园拆毁以兴建一座购物中心。抗议拆毁公园的抗议者们占据了公园，随后被警察袭击，由此导致抗议升级为骚乱。抗议超出了反对拆毁公园，变成了反政府示威游行。抗议也从伊斯坦布尔蔓延至土耳其其他城市，甚至蔓延至其他国家的土耳其社区。
2013年5月31日，警察使用催泪瓦斯镇压了示威者，逮捕了至少60人，伤数百人。警方的行动在网上引发广泛关注。 抗议者们组织起来并聚集到独立大街，并在5月31日夜间达到数千人。

塔克西姆盖齐公园
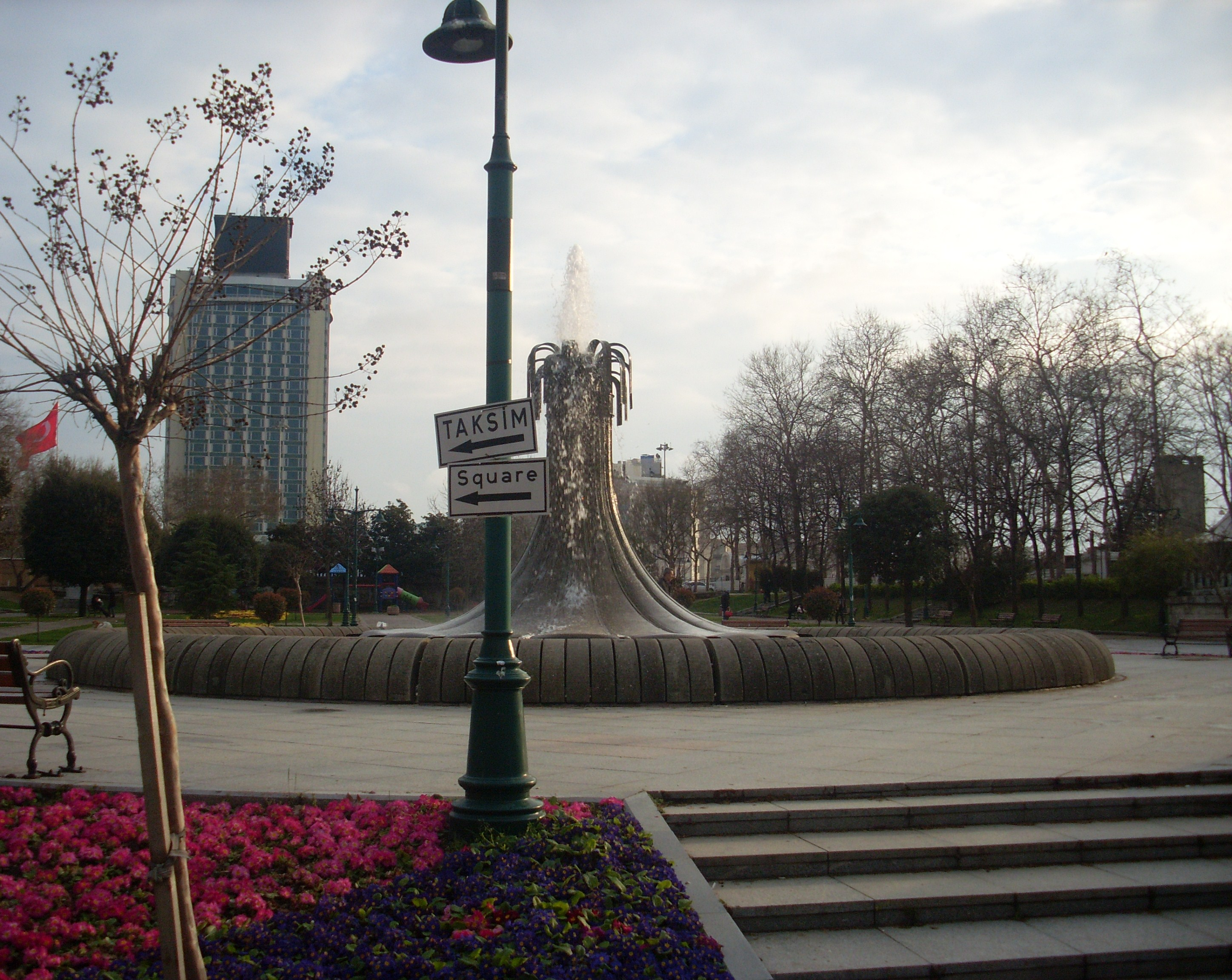
塔克西姆盖齐公园（2013年3月）
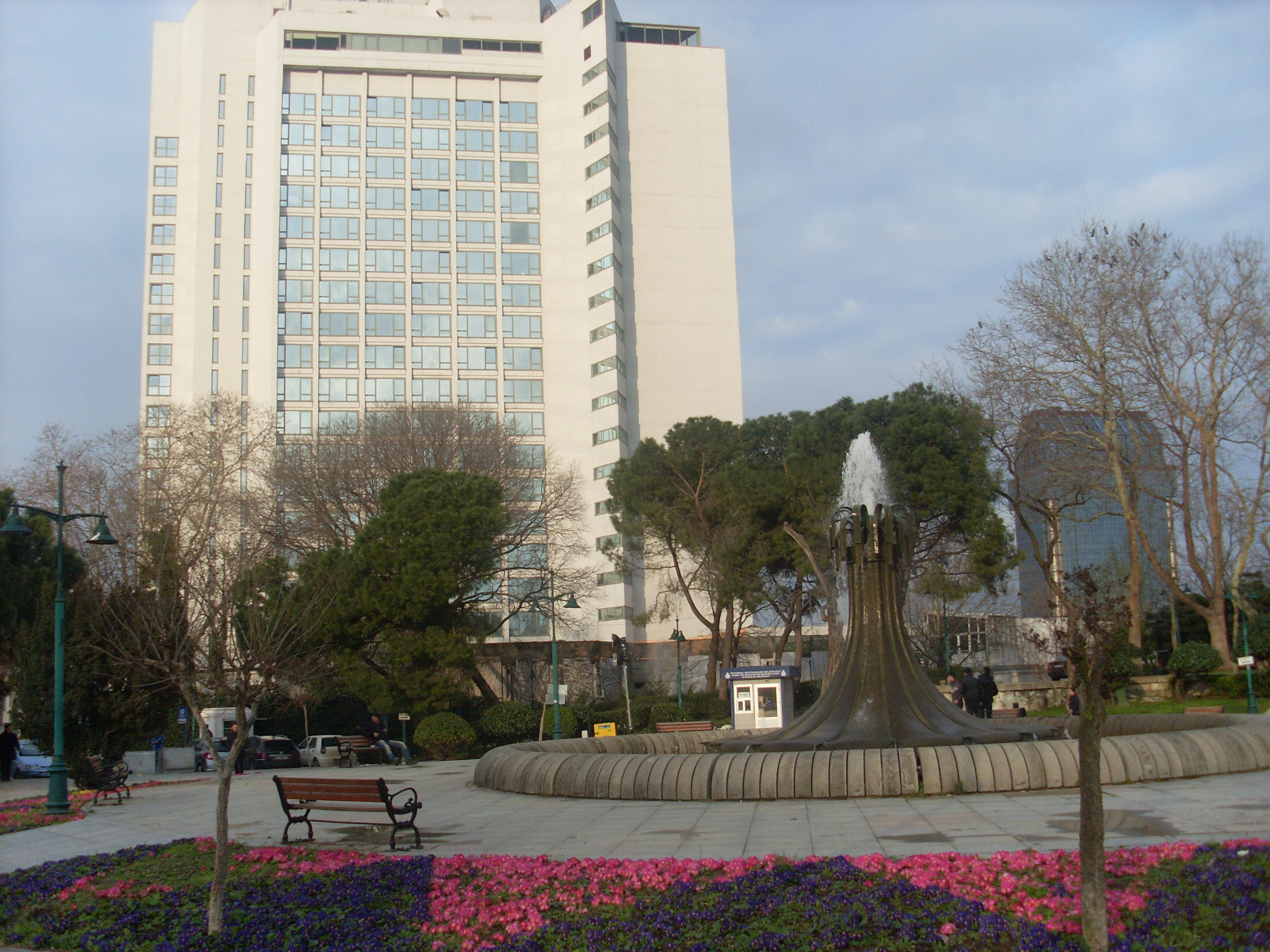
塔克西姆盖齐公园（2013年3月）
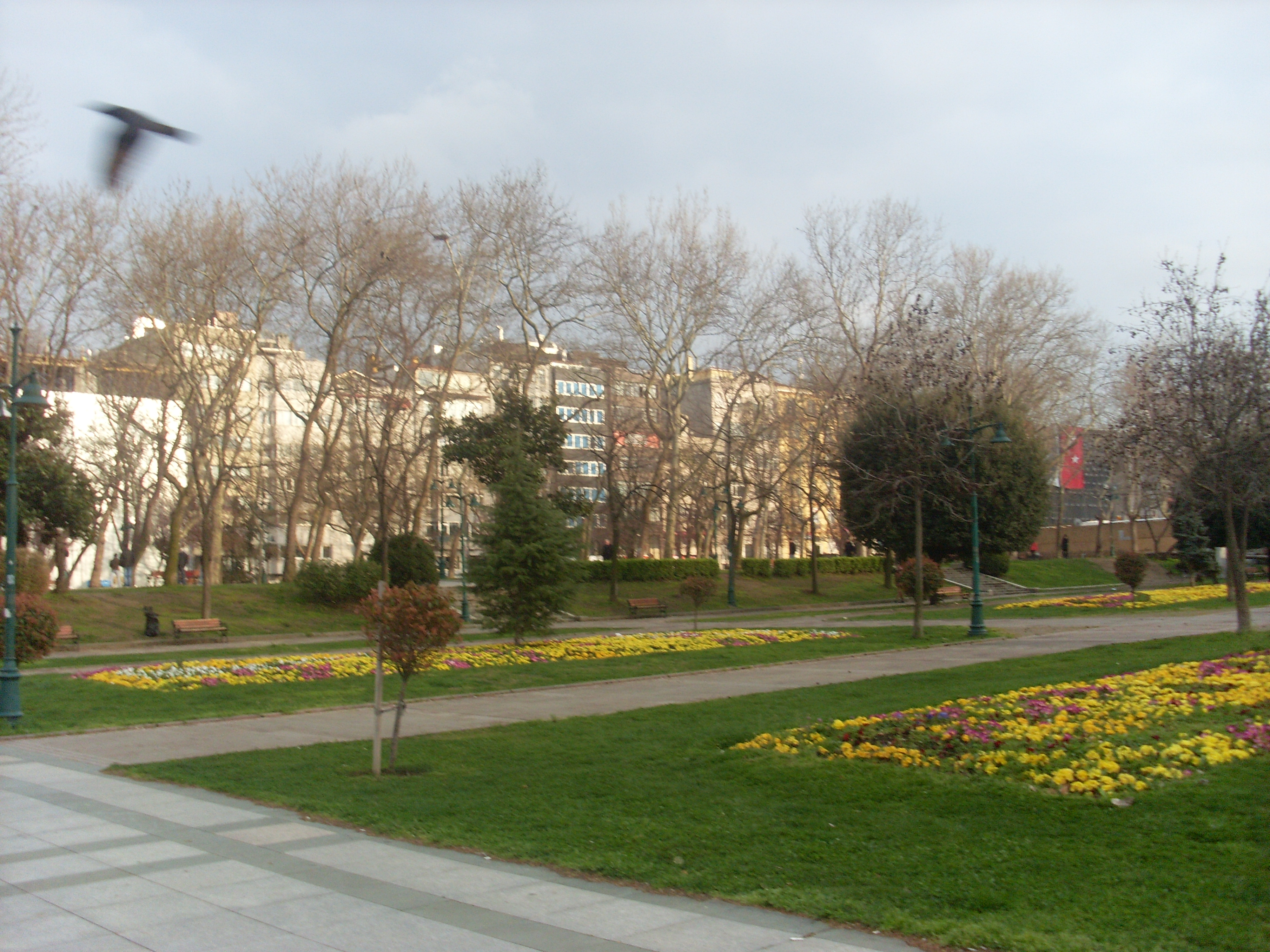
塔克西姆盖齐公园（2013年3月）
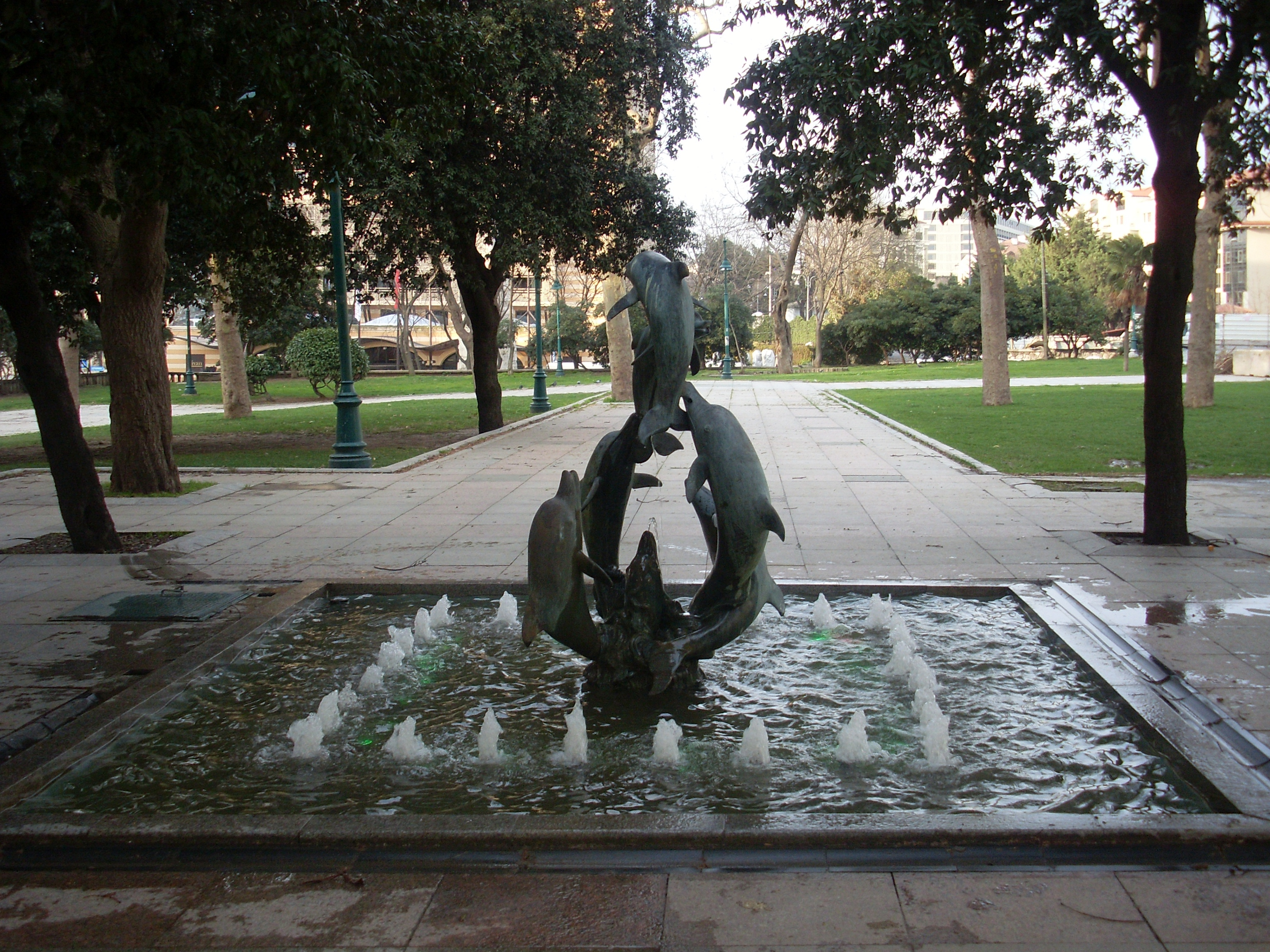
塔克西姆盖齐公园（2013年3月）
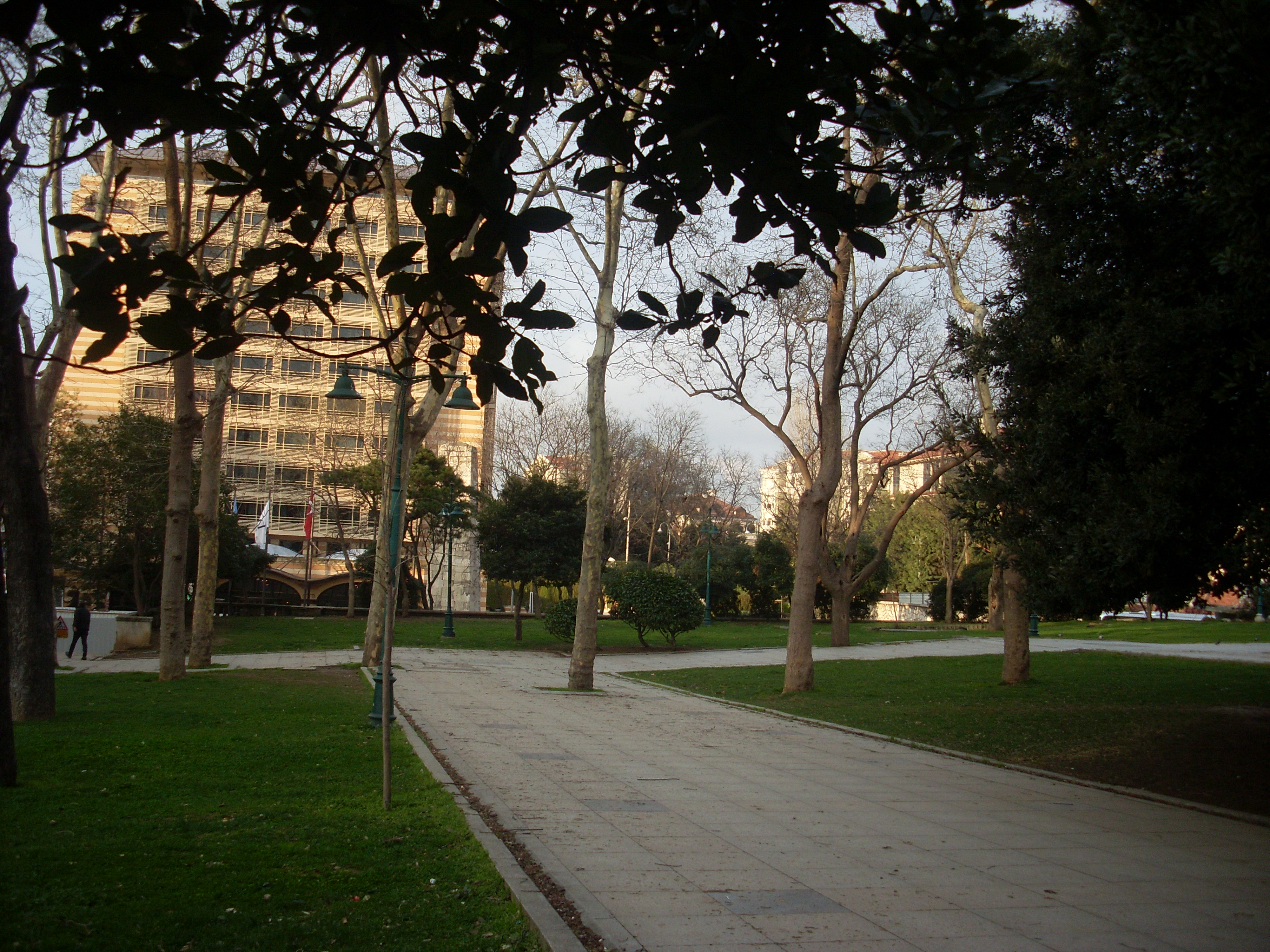
塔克西姆盖齐公园（2013年3月）
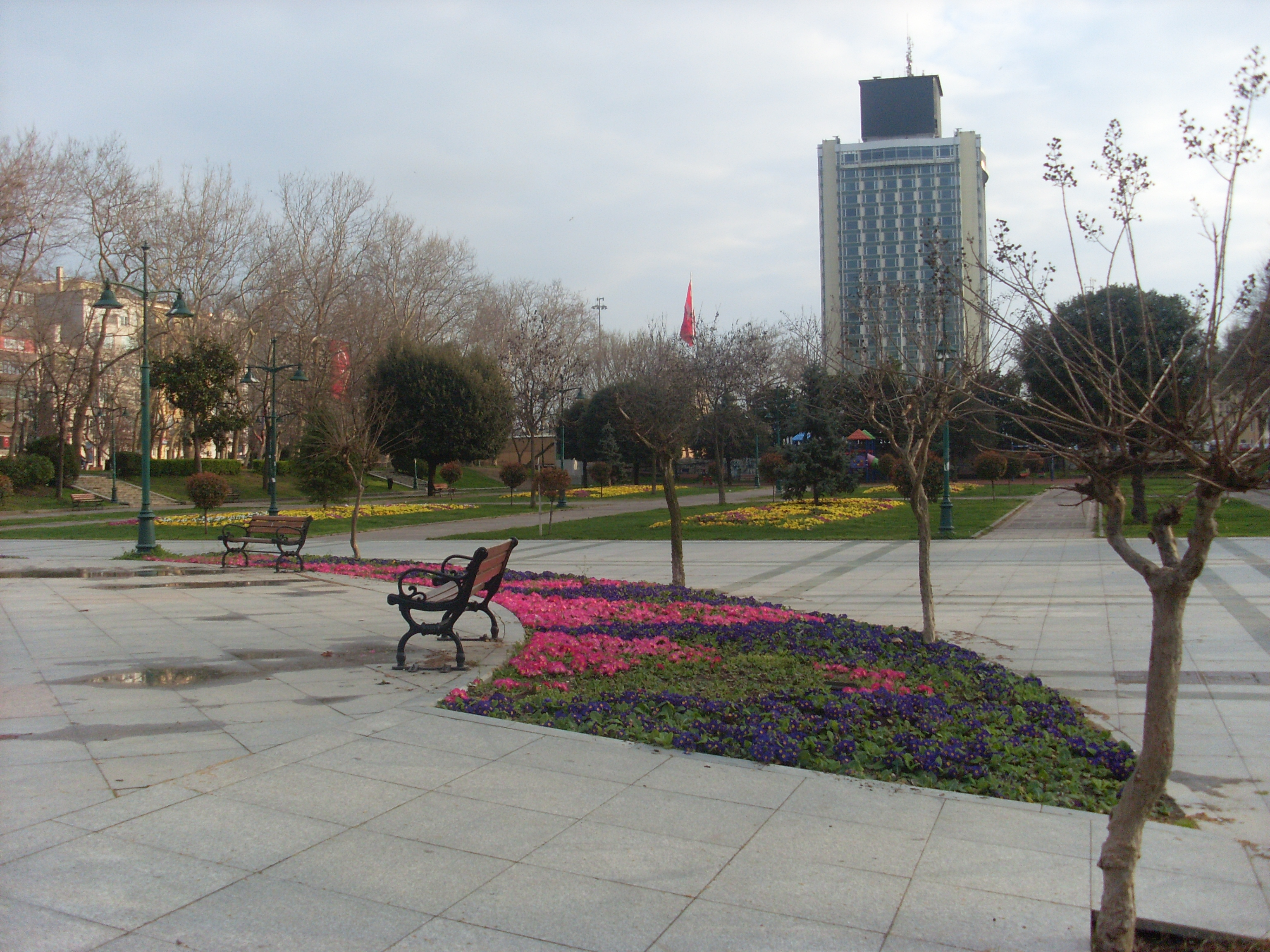
塔克西姆盖齐公园（2013年3月）